# MNIST数据库

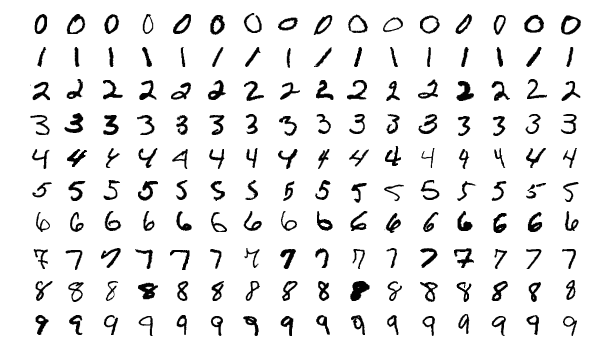
來自MNIST測試数据库的示例圖像

MNIST数据库（源自“National Institute of Standards and Technology database” ）是一個通常用於训练各種數位影像處理系統的大型数据库。该数据库通过对來自NIST原始数据库的樣本进行修改創建，涵盖手写数字的图像，共包含60,000张训练图像和10,000张测试图像，尺寸为28×28像素。该数据库广泛运用于机器学习領域的訓練与測試當中。MNIST在其发布时使用支持向量机的错误率为0.8%，但一些研究后来通过使用深度学习技术显著改进了这一成绩。

## 历史
MNIST数据库通過「重混」（re-mixing）的來自NIST原始数据库的樣本創建。創建者認為，由於NIST的訓練数据來自美國人口普查局的員工，而測試数据取自美國高中學生，这样的数据集不适合用来进行研究。此外，NIST的黑白图像被歸一化处理，以适应28×28像素的边界框，并进行了抗鋸齒处理，从而引入了灰度级别。 
MNIST數據库包含有60,000張訓練圖像与10,000張測試圖像。训练集的一半和测试集的一半来自NIST的训练数据集，而训练集的另一半和测试集的另一半则来自NIST的测试数据集。数据库的原始创建者保留了一些在其上测试的算法方法的列表。在他们的原始论文中，他们使用支持向量机获得了0.8%的错误率。然而，原始的MNIST数据库含有至少4个错误标签。
扩展MNIST（EMNIST）是由NIST开发和发布的一个更新的数据集，作为MNIST的（最终）继任者。MNIST仅包含手写数字的图像，而EMNIST包括NIST特别数据库19中的所有图像，该数据库包含大量的手写大写和小写字母以及数字的图像。

## 表现
一些研究通过使用人工神经网络在MNIST数据库中取得了“接近人类的表现”。原始数据库官方网站上列出的最高错误率为12%，这是使用简单线性分类器且没有预处理时的成绩。
在2004年，研究人员使用一种名为“LIRA”的基于罗森布拉特感知器原理的三层神经分类器，在数据库上实现了0.42%的最佳错误率。
一些研究者使用随机失真的MNIST数据库对人工智能系统进行测试。这些系统通常是人工神经网络系统，所使用的失真方式可能是仿射失真或弹性失真。在某些情况下，这些系统可以非常成功；其中一个系统在数据库上实现了0.39%的错误率。
2011年，研究人员报告使用类似的神经网络系统，实现了0.27%的错误率，提升了之前的最佳成绩。2013年，一种基于DropConnect正则化神经网络的方法声称实现了0.21%的错误率。2016年，单个卷积神经网络在MNIST上的最佳性能为0.25%的错误率。截至2018年8月，使用MNIST训练数据、没有数据增强的单个卷积神经网络的最佳性能为0.25%的错误率。此外，乌克兰赫梅尔尼茨基的并行计算中心（Parallel Computing Center）使用了仅5个卷积神经网络的集成，在MNIST数据库上表现为0.21%的错误率。

## 延伸阅读
- Ciresan, Dan; Meier, Ueli; Schmidhuber, Jürgen.  (PDF). . New York, NY: Institute of Electrical and Electronics Engineers. June 2012: 3642–3649  [2013-12-09]. CiteSeerX 10.1.1.300.3283 . ISBN 9781467312264. OCLC 812295155. S2CID 2161592. arXiv:1202.2745 . doi:10.1109/CVPR.2012.6248110. （原始内容存档 (PDF)于2016-10-17）.